# Слов'янська сільська рада (Межівський район)
| Слов'янська сільська рада — колишній орган місцевого самоврядування у Межівському районі Дніпропетровської області з адміністративним центром у с. Слов'янка. Сільській раді підпорядковані населені пункти: - с. Слов'янка - с. Андронівка - с. Наталівка |

## Склад ради
Рада складається з 16 депутатів та голови.

## Керівний склад сільської ради
| ПІБ                  | Основні відомості                                                 | Дата обрання | Дата звільнення |
| -------------------- | ----------------------------------------------------------------- | ------------ | --------------- |
| Кукало Іван Іванович | Сільський голова, 1958 року народження, освіта, безпартійний      | 26.03.2006   | 31.10.2010      |
| Кукало Іван Іванович | Сільський голова, 1958 року народження, освіта вища, безпартійний | 31.10.2010   |                 |

Примітка: таблиця складена за даними джерела